# E002
La ruta europea E002 és una carretera que forma part de la Xarxa de carreteres europees. Comença a Alyat (Azerbaidjan) i finalitza a Sadarak (Azerbaidjan), passant per Armènia. Té una longitud de 540 km. Té una orientació d'oest a est.